# Ronde van Limburg 2022
Il Ronde van Limburg 2022, settantesima edizione della corsa e valida come prova dell'UCI Europe Tour 2022 categoria 1.1, si svolse il 6 giugno 2022 su un percorso di 202,6 km con partenza da Hasselt e arrivo a Tongeren, in Belgio. La vittoria fu appannaggio del belga Arnaud De Lie, il quale completò il percorso in 4h40'58", alla media di 43,265 km/h, precedendo l'italiano Simone Consonni e l'olandese Danny van Poppel.
Sul traguardo di Tongeren 130 ciclisti, dei 137 partiti da Hasselt, portarono a termine la competizione.

## Squadre e corridori partecipanti
| N.      | Cod. | Squadra                     |
| ------- | ---- | --------------------------- |
| 1-7     | AFC  | Alpecin-Fenix               |
| 13-17   | QST  | Quick-Step Alpha Vinyl Team |
| 21-26   | LTS  | Lotto Soudal                |
| 31-37   | IWG  | Intermarché-Wanty-Gobert    |
| 41-47   | ACT  | AG2R Citroën Team           |
| 51-56   | IPT  | Israel-Premier Tech         |
| 61-67   | COF  | Cofidis                     |
| 71-77   | BOH  | Bora-Hansgrohe              |
| 81-87   | UAD  | UAE Team Emirates           |
| 91-97   | SVB  | Sport Vlaanderen-Baloise    |
| 101-107 | BWB  | Bingoal Pauwels Sauces WB   |

| N.      | Cod. | Squadra                |
| ------- | ---- | ---------------------- |
| 111-117 | BBK  | B&B Hotels-KTM         |
| 121-127 | HPM  | Human Powered Health   |
| 131-137 | ARK  | Team Arkéa-Samsic      |
| 141-147 | UXT  | Uno-X Pro Cycling Team |
| 151-157 | BCY  | BEAT Cycling           |
| 161-167 | DDS  | Development Team DSM   |
| 171-177 | MCT  | Minerva Cycling        |
| 181-187 | TIC  | Tarteletto-Isorex      |
| 191-197 | BTL  | Baloise Trek Lions     |
| 201-207 | PSB  | Pauwels Sauzen-Bingoal |

## Ordine d'arrivo (Top 10)
| Pos. | Corridore             | Squadra     | Tempo    |
| ---- | --------------------- | ----------- | -------- |
| 1    | Arnaud De Lie         | Lotto       | 4h40'58" |
| 2    | Simone Consonni       | Cofidis     | s.t.     |
| 3    | Danny van Poppel      | Bora        | s.t.     |
| 4    | Milan Menten          | Bingoal     | s.t.     |
| 5    | Sam Bennett           | Bora        | s.t.     |
| 6    | Quinten Hermans       | Intermarché | s.t.     |
| 7    | Piet Allegaert        | Cofidis     | s.t.     |
| 8    | Stanisław Aniołkowski | Bingoal     | s.t.     |
| 9    | Giacomo Nizzolo       | Israel      | s.t.     |
| 10   | Tim Merlier           | Alpecin     | s.t.     |